# Гуторово (Мценский район)
Гуторово — деревня в составе Тельченского сельского поселения Мценского района Орловской области России.

## Название
Может происходить от фамилии первого владельца поселения или от места, где находилась плавильня металла или стекла («гута» — плавильня). Название присуще Украине, Белоруссии, Польши (возможно и переселенцы этих мест с западных регионов).

## География
Расположена на левом берегу реки Оки в 8 км от административного центра Тельчье.

## История
До 1861 года принадлежала Шереметьевым и входила в состав Тельчинской волости.
За 1594 год упоминается Займище Гуторовское (в XVII — XVIII вв. Гуторово относилось к Орловскому уезду Каменского стана).
В писцовой книге поместных земель за 1594—1595 гг. в Каменском стане Орловского уезда указано: «Да за Третьяком за одним, что было за Феткою за Шараповым, пустошь займище Гуторовское, на Сухом Бенску, а в ней место дворов».
До апреля 1797 года деревня относилась к Дёшкинской округе (уезду). После его упразднения деревня Поветкина (Гуторова тож) стала относиться к Мценскому уезду.
В «Списке населённых мест … » за 1866 год упоминается Поветкина (Гуторова) — деревня владельческая (помещичья) при реке Оке, располагается в 3 стане по левую сторону Болховского тракта и насчитывалось 18 крестьянских дворов. Имелась маслобойня
Деревня относилась к приходу Рождество-Богородицкой церкви села Сторожевое Мценского уезда.

## Население
| 2010 |
| ---- |
| 7    |

В 1866 году численность населения составляло 172 человека (89 — мужского пола, 83 — женского).